# 陳叔獻
陈叔献（564年—581年1月19日），南北朝陳朝河东王，字子恭，南陈高宗宣帝陈顼第九子，母親為錢貴妃。

## 生平
陈叔献生性恭谨，聪敏好学。太建五年（573年），立为河东王。太建七年（575年），授職為宣毅将军，置佐史。再出任散骑常侍、军师将军、都督南徐州诸军事、南徐州刺史。太建十二年（580年）逝世，年仅十七岁，赠侍中、中抚将军、司空，諡號為康簡。

## 子女
子陈孝宽，至德元年（583年），襲爵為河东王。陈朝灭亡后入隋，隋炀帝时官至汶城令，唐太宗时还健在。